# 36 شارع الصين (فلم هندي)
36 شارع الصين هو فيلم جريمة - كوميدي - مليء بالغموض هندي صدر في 21 أبريل 2006، من إخراج عباس-موستان وماستان الباهي وبورماوالا وتأليف شيام جويل.

## القصة
يقع شارع الصين، في غوا بالهند ونقطة جذب سياحية رئيسية بسبب جماله الطبيعي، قال كاران (أكشاي خانا) كبير مفتشي للشرطة غوا أن مكالمة هاتفية من مجهول ولم يرد الكشف عن نفسه بأن قد تم قتل المليونيرة سونيا تشانغ (أيشا ديول) صاحبة منزل 36 شارع الصين وكذلك صاحبة كازينو شهير في غوا. عندما اندفعت الشرطة إلى الموقع، فإنها لم تجد الجثة، ويتورط في القضية كلا من راج مالهوترا (شاهيد كابور) وبريا (كارينا كابور) الذين عثروا بالصدفة علي ابن القتيلة المفقود وارادوا ارجاعه لوالدته طمعا في المكافأة ليجدوها مقتولة قبل قدومهم بقليل؛ حاولوا الركض، إلا أنه تم القبض عليهم من قبل المفتش كاران (أكشاي خانا) ومساعده (فيفيك شوق). الظروف جعلت الثنائي مشتبه بهم، لكن هناك شيئًا غير صحيح. مع مجموعة من الشخصيات المثيرة للاهتمام التي كان لها دافع لقتل سونيا، فهل سيتم القبض على القاتل؟

## فريق التمثيل
- شاهيد كابور
- كارينا كابور
- أكشاي خانا
- تانوشري دوتا
- جوني ليفر
- باريش روال

## وصلات خارجية
- مقالات تستعمل روابط فنية بلا صلة مع ويكي بيانات